# تلمبه‌خانه بیدروبه
تلمبه‌خانه بیدروبه، درباره
آخرین مرکز انتقال نفت منطقه خوزستان «بیدرویه»، در کیلومتر 30 جاده اندیمشک - خرم آباد در جنوب روستای بیدرویه واقع شده است. مساحت این مرکز انتقال نفت 16 هکتار است که دارای فضای سبز گسترده‌ای می‌باشد. رکز انتقال نفت بیدرویه در سال 1333 تأسیس شده این مرکز فرآورده‌های ارسالی از سبزآب را با خطوط 10 و20 (16 اینچ قدیم) دریافت و آنرا به مرکز انتقال نفت تنگ فنی در منطقه لرستان ارسال می‌کند. این مرکز دارای 3 مخزن سه میلیون و دویست هزار لیتری نفت‌گاز، نفت سفید و بنزین است . ظرفیت انتقال خط 10 اینچ در این مرکز در روز 55 هزار بشکه و خط 16 اینچ در روز 95 هزار بشکه می‌باشد. مجموع عملیاتی پمپاژ فرآورده‌ها در این مرکز به وسیله 6 دستگاه الکترو پمپ انجام می‌گیرد که 3 دستگاه آن مربوط به خط 10 اینچ و 5 محور بوده و 3 دستگاه دیگر مربوط به خط 16 اینچ و سه محور می‌باشند و برای تأمین فشار ورودی پمپهای خط 10 اینچ در بوستر، پمپ تعبیه شده که هر یک 100 اسب بخار قدرت دارند که در حالت رسید و برداشت فرآورده فعالیت دارند. منبع : وب سایت شرکت خطوط لوله و مخابرات نفت ایران